# Penta-di-Casinca
 Penta-di-Casinca  là một xã ở tỉnh Haute-Corse trên đảo Corse, Pháp. Xã này có diện tích 18,53 km², dân số năm 1999 là 2438 người. Khu vực này có độ cao400 mét trên mực nước biển.